# Meetup
Meetup.com (también llamado simplemente Meetup) es una plataforma de redes sociales creado por Scott Heiferman, Matt Meeker y Peter Kamali en 2002. Meetup permite a sus miembros reunirse en la vida real via grupos unidos por un interés común como política, deporte, cultura, senderismo, libros, tecnología, idiomas y otros treinta temas. La suscripción en el sitio y en las aplicaciones móviles es gratis y no contiene publicidad. La empresa se paga cobrando una suscripción a los organizadores de grupos.
En noviembre de 2014, la compañía afirmó que hay un total de 19.6 millones de miembros y 179 800 grupos en 177 países, formando 502 898 reuniones cada mes aunque estas cifras pueden incluir también los miembros y grupos inactivos.

## Historia
Después de leer Bowling Alone: the collapse and revival of American community, donde Robert Putnam advierte contra la pérdida de capital social que implica la vida moderna en los Estados Unidos, Scott Heiferman tuvo la idea de crear un sitio que facilita reuniones de personas locales que comparten un interés común. También se inspiró en la asistencia y reuniones espontáneas que siguieron los acontecimientos de 11 de septiembre de 2001 en Nueva York.
El 27 de febrero y 1 de marzo de 2014, el sitio fue el blanco de un ataque de denegación de servicio.